# 셰이드 포트발

셰이드 포트발(Skeid Fotball)은 노르웨이의 수도 오슬로를 연고지로 한 축구 클럽이다.

## 선수 명단

### 현역
참고: FIFA 자격 규정에 따라 소속된 국가대표팀 국기를 표시합니다. 선수는 복수의 FIFA 비회원국 국적을 가지고 있을 수 있습니다.
| 번호 | 포지션 | 국적   | 이름          |
| ---- | ------ | ------ | ------------- |
| 11   | DF     | 감비아 | 술라이만 보장 |

| 번호 | 포지션 | 국적 | 이름 |
| ---- | ------ | ---- | ---- |

### 역대
틀:셰이드 포트발 선수 명단